# École de l'Air
École de l'Air, fondată în 1933, este o universitate tehnică de stat din Salon-de-Provence (Franța). Este o academie militară. Aici sunt pregătiți piloți de vânătoare, ingineri și tehnicieni.

## Secții
- Master Inginer École de l'Air ;
- Mastère Spécialisé (în parteneriat cu École nationale de l'aviation civile și Institut supérieur de l'aéronautique et de l'espace)[2] ;
- MOOC în apărare aeriană[3][4].